# 6566 Shafter
6566 Shafter este un asteroid din centura principală, descoperit pe 25 octombrie 1992, de Takeshi Urata.